# Plommonvin
Plommonvin är en jäst alkoholdryck som framställs av plommon. 
I Japan och Korea, produceras så kallat plommonvin från ume-frukter. Detär dock inte ett vin i egentlig mening, då frukterna inte jäses, utan istället läggs i shōchū (ett brännvin), eller sake.
De som marknadsförs i Europa och Nordamerika är oftast sötade, medan japanskt och koreanskt plommonvin (umeshu respektive maesilju) i allmänhet är mindre söta. Både umeshu och maesilju framställs av gröna ume.
En sort som jäses är den engelska jerkum.